# Tholopora australis
Tholopora australis är en mossdjursart som beskrevs av Taylor och Gordon 2007. Tholopora australis ingår i släktet Tholopora, ordningen Cyclostomatida, klassen Stenolaemata, fylumet mossdjur och riket djur. Inga underarter finns listade i Catalogue of Life.